# الخيال (الشغادرة)

تعديل مصدري - تعديل

الخيال هي إحدى قرى عزلة قلعة حميد بمديرية الشغادرة التابعة لمحافظة حجة، بلغ تعداد سكانها 268 نسمة حسب تعداد اليمن لعام 2004.